# Mittelberg (Rhön)
Der Mittelberg ist ein etwa 880 m ü. NN hoher Berg auf der bayerisch-hessischen Grenze in der Rhön, einem Mittelgebirge in Bayern, Hessen und Thüringen (Deutschland).

## Geographie

### Geographische Lage
Der Mittelberg erhebt sich als Teil der „Hohen Rhön“ innerhalb des Truppenübungsplatzes Wildflecken, der von den Naturparks Hessische Rhön und Bayerische Rhön sowie vom Biosphärenreservat Rhön umgeben ist. Seine beiden Bergkuppen befinden sich auf der Grenze der Landkreise Bad Kissingen (Franken) und Fulda (Osthessen).
Der Kernort der Stadt Gersfeld (Hessen) liegt rund 4,7 km nördlich des Mittelbergs, jener des Markts Wildflecken (Bayern) etwa 3,5 km südlich. An seinem Nordhang befindet sich die Wüstung Kippelbach.
Der Mittelberg hat zwei Bergkuppen, die flächenmäßig größere Westkuppe und die dementsprechend kleinere Ostkuppe, auf der zwei Sendemasten stehen; sie sind etwa 165 m voneinander entfernt. Seine Ausläufer oder Nachbarberge sind (im Uhrzeigersinn): Reesberg (861 m) im Nord-Nordosten, Schachen (857 m) im Osten, Arnsberg (843 m) und Kreuzberg (927,8 m) im Südosten, Zornberg (838 m) im Süden, Eierhauckberg (909,9 m) im Südwesten und Rommerser Berg (850,2 m) im Nordwesten [Höhe jeweils in Meter über Normalnull (NN)].

### Wasserscheide
Über den Mittelberg verläuft ein Teil der Rhein-Weser-Wasserscheide. Fließgewässer, die vom Berg in südliche Richtungen verlaufen, fließen über Sinn, Fränkische Saale und Main in den Rhein, und das Wasser jener Bäche, die in nördliche Richtungen entwässern, fließt über Schmalnau (im Ober- und Mittellauf Rommerser Wasser genannt) und Fulda in die Weser.

## Fauna
Während die Bergkuppe und meisten Hänge des Mittelbergs überwiegend unbewaldet sind, breitet sich auf dem Nordhang des Bergs zum „Kalkgraben“ hin das Waldgebiet „Mittelwald“ aus.

## Truppenübungsplatz-Volksmarsch
Weil sich auf dem Mittelberg ein Teil des Truppenübungsplatzes Wildflecken befindet, ist er normalerweise für die Öffentlichkeit gesperrt. Eine Tradition jedoch, welche die Bundeswehr nach dem Abzug der amerikanischen Streitkräfte aus Wildflecken (1994) fortsetzt, ist der  im Sommer stattfindende „Volksmarsch“ durch das militärische Sperrgebiet. Dabei besteht die Möglichkeit, das sonst unzugängliche Gelände auf vorgeschriebenen Wegen zu erwandern. Bei jährlich wechselnden Routen kann gelegentlich auch der Mittelberg auf vorgeschriebenen Wegen erwandert werden und man kann zur „Wüstung Kippelbach“ gelangen.

## Sportgeschichte
Am Nordhang des Mittelbergs betrieb die United States Army im Rahmen des Truppenübungsplatzes einst eine Skipiste mit Skilift, so dass Skiabfahrt betrieben werden konnte. Die Piste endete im Bereich des Dorfs Kippelbach westlich des Reesbergs.